# Julia Vial
Julia Beatriz Vial Cuevas (Santiago, 24 juin 1977) est une journaliste et présentatrice de télévision chilienne. Actuellement est présentatrice de l'émission de télévision Intrusos en la televisión.

## Biographie
Depuis 2006, travaille comme un membre du émission de télévision Intrusos en la televisión, où joue présentatrice avec Gaspar Domínguez.
En novembre 2009, Macarena Ramis et Julia Vial sont enceintes.

## Télévision
| Année       | Programme           | Rôle                                    | Télédiffuseur |
| ----------- | ------------------- | --------------------------------------- | ------------- |
| 2001        | SQP                 | Commentatrice                           | Chilevisión   |
| 2001-2004   | Pantalla Abierta    | Présentatrice (avec Cristián Sánchez)   | Canal 13      |
| 2006-2012   | Intrusos            | Présentatrice                           | La Red        |
| 2007        | Téléthon Chili      | Téléphoniste                            |               |
| 2009-2010   | Intrusos Prime      | Présentatrice                           | La Red        |
| 2009        | Latin American Idol | Présentatrice (seulement pour le Chili) | La Red        |
| 2010        | Téléthon Chili      | Téléphoniste                            |               |
| 2011        | Fonda Na' Que Ver   | Présentatrice                           | La Red        |
| 2011        | Asi somos           | Présentatrice remplacement              | La Red        |
| 2011        | Téléthon Chili      | Téléphoniste                            |               |
| 2012        | Mañaneros           | Présentatrice remplacement              | La Red        |
| 2012        | Téléthon Chili      | Présentatrice                           |               |
| 2013-2016   | Mañaneros           | Présentatrice                           | La Red        |
| 2013, 2015  | Mentiras verdaderas | Animatrice remplacement                 | La Red        |
| depuis 2016 | Hola Chile          | Animatrice                              | La Red        |